# Jekaterina Lobysjeva
Jekaterina Aleksandrovna Lobysjeva (ryska: Екатерина Александровна Лобышева), född den 13 mars 1985 i Kolomna, Ryska SFSR, Sovjetunionen är en rysk skridskoåkare.
Hon tog OS-brons i damernas lagtempo i samband med de olympiska skridskotävlingarna 2006 i Turin.
I februari 2014 erhöll hon Fäderneslandets förtjänstordens medalj av första klassen.